# Coppa Ahan Tongshan
La Coppa Ahan Tongshan (cinese: 阿含桐山杯; pinyin: Āhán Tóngshān Bēi) è una competizione di Go cinese. È talvolta chiamata Coppa Agon in quanto sponsorizzata dal movimento Agon Shu.

## Formato
La Coppa Ahan Tongshan è un torneo di Go giocato con controlli di tempo rapidi: ogni giocatore ha 30 secondi per mossa, oltre a 10 periodi di un minuto di tempo di riflessione extra. Il formato è a eliminazione diretta. A partire dal 2022, il vincitore riceve un premio in denaro di 200.000 RMB.
La Ahan Tongshan Cup è la controparte cinese della Coppa Agon Kiriyama giapponese: entrambi i tornei sono sponsorizzati da Agon Shu e i vincitori dei due tornei si affrontano nella Coppa Agon Cina-Giappone.

## Albo d'oro
| Edizione | Anno | Vincitore     | Punteggio | Finalista     |
| -------- | ---- | ------------- | --------- | ------------- |
| 1        | 1999 | Ma Xiaochun   | 1–0       | Zhou Heyang   |
| 2        | 2000 | Zhou Heyang   | 1–0       | Shao Weigang  |
| 3        | 2001 | Liu Jing      | 1–0       | Ma Xiaochun   |
| 4        | 2002 | Yu Bin        | 1–0       | Huang Yizhong |
| 4        | 2003 | Gu Li         | 1–0       | Kong Jie      |
| 6        | 2004 | Zhou Heyang   | 1–0       | Shao Weigang  |
| 7        | 2005 | Gu Li         | 1–0       | Qiu Jun       |
| 8        | 2006 | Liu Xing      | 1–0       | Luo Xihe      |
| 9        | 2007 | Liu Xing      | 1–0       | Kong Jie      |
| 10       | 2008 | Gu Li         | 1–0       | Chang Hao     |
| 11       | 2009 | Sun Tengyu    | 1–0       | Piao Wenyao   |
| 12       | 2010 | Qiu Jun       | 1–0       | Chang Hao     |
| 13       | 2011 | Piao Wenyao   | 1–0       | Chen Yaoye    |
| 14       | 2012 | Gu Li         | 1–0       | Zhou Ruiyang  |
| 15       | 2013 | Lian Xiao     | 1–0       | Fan Tingyu    |
| 16       | 2014 | Ke Jie        | 1–0       | Tang Weixing  |
| 17       | 2015 | Huang Yunsong | 1–0       | Chen Yaoye    |
| 18       | 2016 | Ke Jie        | 1–0       | Chen Yaoye    |
| 19       | 2017 | Tuo Jiaxi     | 1–0       | Ke Jie        |
| 20       | 2018 | Gu Zihao      | 1–0       | Fan Tingyu    |
| 21       | 2019 | Fan Tingyu    | 1–0       | Tuo Jiaxi     |
| 22       | 2021 | Gu Zihao      | 1–0       | Huang Yunsong |
| 23       | 2022 | Li Qincheng   | 1–0       | Xie Erhao     |
| 24       | 2023 | Yang Dingxin  | 1–0       | Gu Zihao      |
| 25       | 2024 | Chen Zijian   | 1–0       | Rong Yi       |